# His Daughter
His Daughter er en amerikansk stumfilm fra 1911 af D. W. Griffith.

## Medvirkende
- Edwin August som William Whittier
- Florence Barker som Mary
- W. Chrystie Miller som John Whittier
- George Nichols
- Gladys Egan